# Ålesund

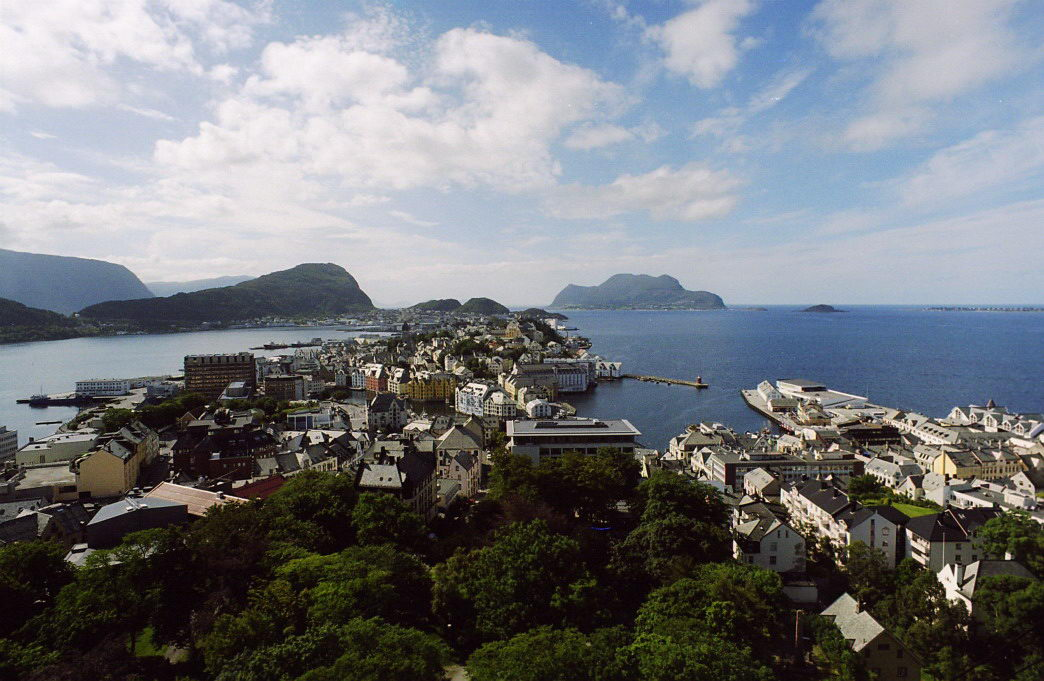
Panorama Ålesundu z punktu widokowego Kniven na górze Aksla

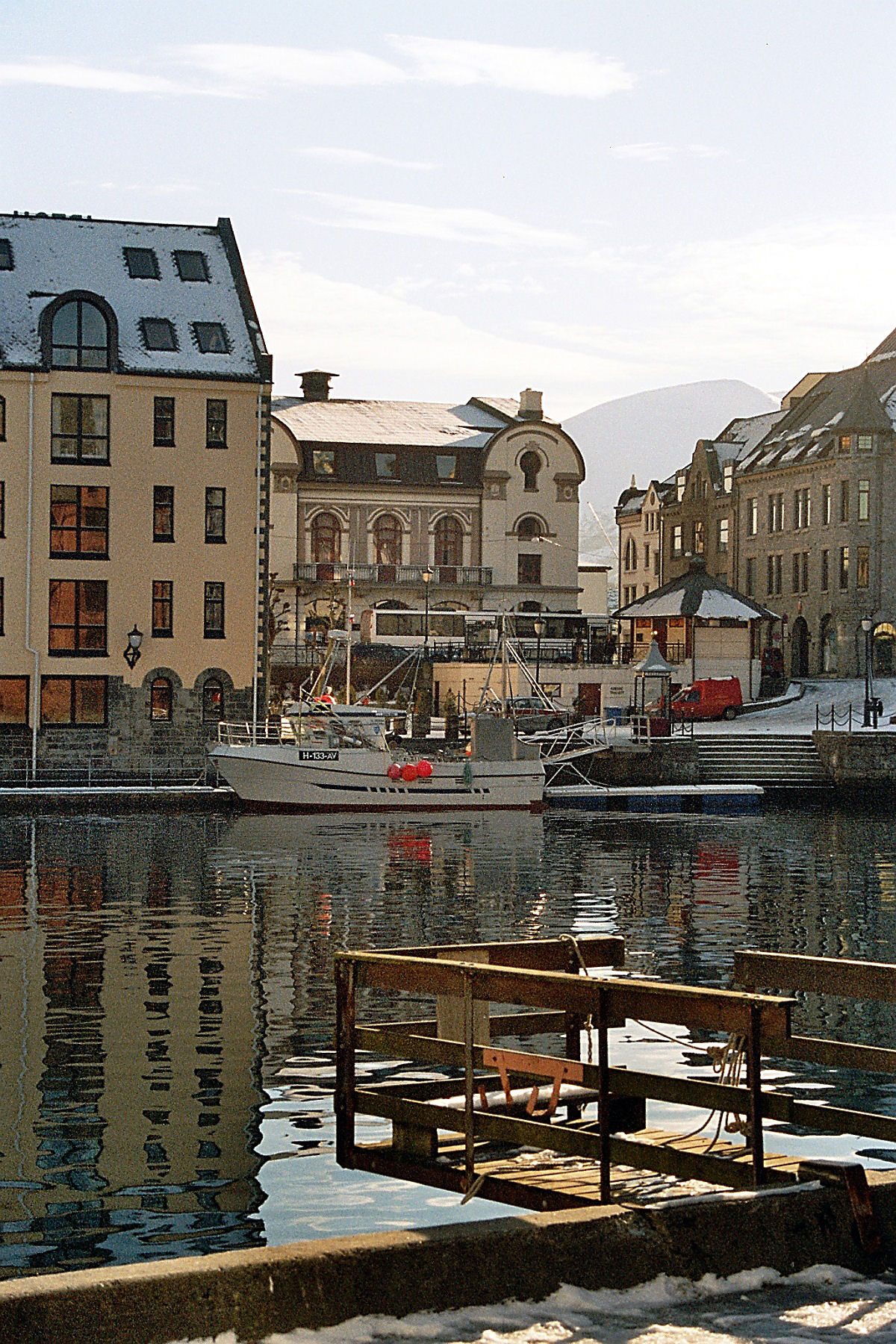
Wewnętrzny port w zimie

Ålesund – portowe miasto handlowe położone na zachodnim wybrzeżu Norwegii, u ujścia kilku fiordów do Morza Norweskiego: w tym Grytafjorden, Ellingsøyfjorden i Sulafjorden, w regionie Møre og Romsdal. Położone na półwyspie i kilku wyspach, tworzących dogodny port.
Obecnie centrum rybołówstwa Norwegii, mieści się tutaj wiele zakładów przetwórczych. Ośrodek turystyczny oraz miejsce zawijania wielu promów pasażerskich, głównie z Wysp Brytyjskich, ale także z Ameryki Północnej. Na pobliskiej wyspie Vigra znajduje się port lotniczy Ålesund-Vigra.
W mieście rozwinął się przemysł rybny, włókienniczy, meblarski oraz obuwniczy.

## Historia
Początki miasta wiążą się z powstaniem osady przy naturalnej przystani pomiędzy wyspami Aspøy i Nørvøya. W 1793 roku Ålesund, będące częścią Borgund, uzyskało ograniczone przywileje ladested. Pełne prawa ladested miejscowość uzyskała w 1837 roku, zaś w 1848 prawa miejskie jako kjøpstad.
W 1825 miasto liczyło ok. 330 mieszkańców. Szybki rozwój nastąpił w momencie, gdy stało się centrum połowu dorszy, które w postaci sztokfiszy eksportowano pod koniec XIX wieku nawet do Hiszpanii; w połowie XX wieku nadal duży ośrodek rybołówstwa i przetwórstwa rybnego, pracującego na rynki południowoeuropejskie. W końcu XIX w. liczyło 8,4 tys. mieszkańców. W 1904 drewniane miasto doszczętnie spłonęło; kompleksową odbudowę w duchu architektury secesyjnej rozpoczęto rok później. Ok. 1925 liczyło 11,6 tys. mieszkańców, w 1960 – 18,9 tys.
Ålesund jest 389. norweską gminą pod względem powierzchni.

## Demografia
Według danych z roku 2005 gminę zamieszkuje 40 295 osób. Gęstość zaludnienia wynosi 410,42 os./km². Pod względem zaludnienia Ålesund zajmuje 18. miejsce wśród norweskich gmin.
| ludność stan na 1 stycznia 2005 |         |           |        |
|                                 | kobiety | mężczyźni | razem  |
| osób                            | 19 893  | 20 402    | 40 295 |
| %                               | 49,37%  | 50,63%    | 100%   |

| wykształcenie stan na 1 października 2004 |        |         |        |        |
|                                           | podst. | średnie | wyższe | niezn. |
| osób                                      | 5346   | 18 300  | 7385   | 671    |
| %                                         | 16,86% | 57,73%  | 23,3%  | 2,12%  |

## Edukacja
Według danych z 1 października 2004:
- liczba szkół podstawowych (norw. grunnskolar): 21
- liczba uczniów szkół podstawowych: 5458

## Sport
- Aalesunds FK - klub piłkarski

## Władze gminy
Według danych na rok 2011 administratorem gminy (norw. rådmann) jest Olaug Flø Brekke, natomiast burmistrzem (norw. ordfører, d. borgermester) jest Bjørn Tømmerdal.